# Stacy Carter
Stacy Carter (Memphis (Tennessee), 29 september 1971), beter bekend als Miss Kitty en The Kat, is een Amerikaans voormalig professioneel worstelaarster en valet.

## In worstelen
- Kenmerkende bewegingen
  - Bronco buster
  - DDT
  - Legwhip
  - Scoop slam
  - Stinkface

- Worstelaars gemanaged
  - Jeff Jarrett
  - Chyna
  - Jerry Lawler

## Prestaties
- World Wrestling Federation
  - WWF Women's Championship (1 keer)